# Association des journalistes LGBT
Pour les articles homonymes, voir AJL.
L'Association des journalistes LGBTI (ou AJL) est une association LGBT fondée en France en 2013. Cette association française à but non lucratif vise à un meilleur traitement des questions LGBTI, ou liées à l’identité de genre et à l’orientation sexuelle, dans les médias français. Elle regroupe des journalistes issus de plusieurs rédactions et des pigistes. Depuis 2017, elle organise chaque année une cérémonie, les « Out d'or », pour récompenser les artistes, journalistes et personnalités qui accroissent et valorisent la visibilité des thématiques LGBTI.

## Une création dans la foulée du mariage pour tous
L'Association des journalistes LGBT (devenue Association des journalistes LGBTI) est fondée en mai 2013 peu après l'adoption du mariage homosexuel en France. Ses membres fondateurs avaient été choqués par les propos homophobes d'opposants à la loi relayés selon eux sans discernement par les médias. Ces journalistes ont regretté que « la place laissée aux opposants et à leurs propos haineux a trouvé sa justification dans le fait de garantir un « traitement équilibré » du sujet. »

« Tout s’est passé comme si les propos à caractère homophobe n’étaient qu’une simple opinion et non un délit », explique l'association dans sa présentation.
Ils entendent donc interpeller les médias « à chaque fois que des propos injurieux et discriminatoires à l’encontre des homosexuel-le-s et des personnes trans seraient publiés. »

Sa naissance est actée par la tribune d'un collectif pour une Association des journalistes LGBT dans Libération le 16 mai 2013. « En visant le « quatrième pouvoir », l'association espère sans doute apporter sa pierre au chantier du changement des mentalités », commentera plus tard L'Express. L'AJL s'est inspirée de son modèle américain, la National Lesbian and Gay Journalists Association (en), fondée en 1990 par Leroy F. Aarons.

## Activités de l'AJL
L'association précise sur son site ses actions : production d’études, réalisation de « kits de bonnes pratiques », veille médiatique, formation dans les écoles de journalisme, conférences… L'AJL interpelle les médias lorsqu'elle estime que l'image des personnes LGBT n'a pas été respectée. En 2014, elle alerte TV5 Monde sur les termes d'un débat posé par la chaîne sur sa page Facebook.
Le 13 octobre 2016, l'association regrette dans une tribune que l'émission de rentrée du Grand journal de Canal +, dans laquelle la journaliste transgenre Brigitte Boréale faisait ses débuts, s'est accompagnée de plusieurs remarques transphobes sur le plateau. Par conséquent, elle fait savoir qu'elle saisit le CSA. Une autre tribune publiée en 2016 dans Libération concerne le traitement médiatique de la fusillade du 12 juin 2016 à Orlando. « À l’annonce de la tuerie américaine, très peu de médias français ont souligné le caractère homophobe de l’attaque », indique l'AJL. L'association se prononce aussi sur les pratiques dans le milieu des médias. Ainsi en février 2019, dans la foulée de la révélation du cyberharcèlement commis notamment par des journalistes réunis dans la « Ligue du LOL », elle se joint à l'association féministe Prenons la une pour signer dans Le Monde une tribune intitulée « La Ligue du LOL n’a rien d’une exception ». Dans cette dernière, elle invite « les directions des rédactions à prendre la mesure de la gravité du cyberharcèlement dont sont victimes les femmes journalistes, particulièrement si elles sont racisées, handicapées, grosses ou issues de la communauté LGBTQ + ». L'association recommande « d’embaucher, en masse, des femmes, des personnes racisées, des personnes LGBTQ + aux postes clés des rédactions » pour en finir avec « la réalité d’une domination masculine fondée sur la cooptation et l’entre-soi entre hommes, blancs et hétérosexuels ».
L'association s'exprime aussi sur la représentation des personnages LGBT à l'écran, comme pour la fiction Louis(e), première série française diffusée sur TF1 à avoir pour héroïne une femme transgenre. L'AJL participe régulièrement à des conférences, comme en 2015 au Festival international du Journalisme de Pérouse, ou en 2016 lors de la 10e édition des Assises du journalisme. Afin de sensibiliser les étudiants en journalisme aux préjugés, elle propose des formations dans les écoles de journalisme, telles que l'ESJ-Lille ou l'IPJ.  
Considérant que l’hétérosexualité est de fait toujours publique, l'AJL souhaiterait que l’homosexualité ne soit pas automatiquement reléguée à la sphère privée. En 2014, l'outing du vice-président du Front national Florian Philippot par le magazine Closer avait indigné une partie de la classe politique et des médias. Une indignation qui n'aurait pas lieu d'être pour l'association: « Il y a un certain esprit français selon lequel le fait de dire que quelqu'un est homosexuel serait une atteinte monstrueuse à sa vie », déclare alors sa porte-parole.  
Alice Coffin est la co-présidente de l'association en 2017,.  

### Un kit à l'intention des médias
L'association souhaite que les médias soient sensibles aux mots pour désigner les personnes LGBT, leurs proches et leurs familles. À la veille d'une manifestation organisée le 2 février 2014 par la Manif pour tous, l'association adresse un communiqué aux médias français enjoignant aux journalistes de « faire attention au vocabulaire utilisé » et à « enquêter sur le fond du sujet ». Quelques critiques se font entendre, comme celles d'une journaliste du Figaro, qui compare l'initiative de l'AJL à une « rééducation ».
Lors de la Marche des fiertés en juin 2014, l'AJL attire l'attention des médias avec un document, le kit « Informer sans discriminer ». « Construit en huit rubriques telles que « choisir les bons mots », « en finir avec l'invisibilité des lesbiennes », « les représentations stéréotypées des homosexuels masculins » ou encore « VIH/sida, comment en parler? », le kit cite certaines habitudes de la presse. Il tente de démontrer pourquoi certains mots ou expressions sont inadaptés tout en proposant des alternatives », rapporte le quotidien 20 Minutes. L'accueil par les médias est globalement favorable.  

Au sujet du kit, Oui FM souligne sa nécessité : 

« Parfois, notre métier et nos valeurs discriminent, à force d’automatismes et d’accoutumance, d’humour pouvant blesser et d’un traitement discriminatoire de l’information. Il ne s’agit pas ici d’un texte coercitif mais d’une prise de conscience. »

« Cette initiative invite surtout à réfléchir sur l'importance des mots. Une réflexion également valable pour les minorités, les classes sociales, les groupes religieux », indique de son côté L'Express. Le collectif de femmes journalistes Prenons la Une s'est appuyé sur l'exemple de l'AJL pour produire une charte sur les « bons termes » consacrés aux violences faites aux femmes.

### Une charte contre l'homophobie
En mai 2015, l'association fait savoir que 25 médias français ont signé sa charte contre l'homophobie. Parmi les signataires figurent des quotidiens de la presse écrite (Le Monde, L'Équipe…), des radios (Oui FM, Radio Nova…), des sites d'informations en ligne (StreetPress, Mediapart…). Dans une tribune publiée par Libération le 14 mai 2015, l'association explique que les signataires ont souscrit à plusieurs principes comme « traiter de manière égale homosexuels, bisexuels et hétérosexuels », « veiller à un traitement juste et respectueux des personnes trans » ou « prévenir en leur sein toute forme de discrimination basée sur l’orientation sexuelle et l’identité de genre ». Le nombre de signataires a doublé en deux ans : l'AJL déclarait en 2017 qu'une cinquantaine de médias avait adopté la charte dans leur rédaction.

### Des études sur le traitement médiatique des LGBT

#### Une enquête sur l'homophobie dansTouche pas à mon poste!
L'association veille sur le traitement médiatique des LGBT, comme en témoigne son enquête intitulée « Hanouna sur C8, un mois d’homophobie ordinaire ». Au cours du mois de novembre 2016, l'AJL a relevé dans l'émission de C8 Touche pas à mon poste ! 42 mentions relatives à l’homosexualité, dont 28 « sous couvert de la "blague" de mauvais goût, à caractère sexuel »,,. De nombreux médias français reprennent cette étude, mais l'animateur Cyril Hanouna n'a pas commenté ces accusations d'homophobie.

Quelques mois plus tard, le 18 mai 2017, l'animateur fait un canular homophobe en direct dans l'émission. L'AJL publie en réaction une tribune sur le site de L'Express, « estimant que le présentateur d'une émission très populaire ne devrait pas donner l'"exemple" de la stigmatisation et de l'humiliation d'une minorité. » Elle dénonce « une culture du harcèlement et de l'homophobie » susceptible de banaliser des actes malveillants auprès des jeunes téléspectateurs. Pour l'AJL, 

« les gays sont des personnages hypersexualisés dans cette émission, or c'est le fondement même de la blague homophobe. »

#### Une étude sur cinq talk-shows
Au cours du mois de novembre 2017, l'association a visionné cinq talk-shows du paysage audiovisuel français : Quotidien, On n’est pas couché, Salut les terriens, L’heure des pros et C politique, soit environ 100 heures de programmes. Il s'agit d'émissions choisies « pour leur influence et leur popularité », selon Clément Giuliano, co-président de l'AJL. Plus de 50 séquences « particulièrement discriminatoires ou problématiques » envers les minorités LGBT, les femmes et les musulmans ont été relevées par l'AJL. Dans le détail, sont pointées 17 séquences LGBTphobes, dont six visant des personnes trans, mais également 20 propos sexistes, neuf passages racistes et huit cas de minimisation criante du harcèlement sexuel. « Les résultats de cette étude sont préoccupants car ils soulignent la difficulté, pour la télévision, de traiter avec respect les personnes LGBT, les minorités et les femmes », constate l'AJL.

### Cérémonie des « Out d'or »

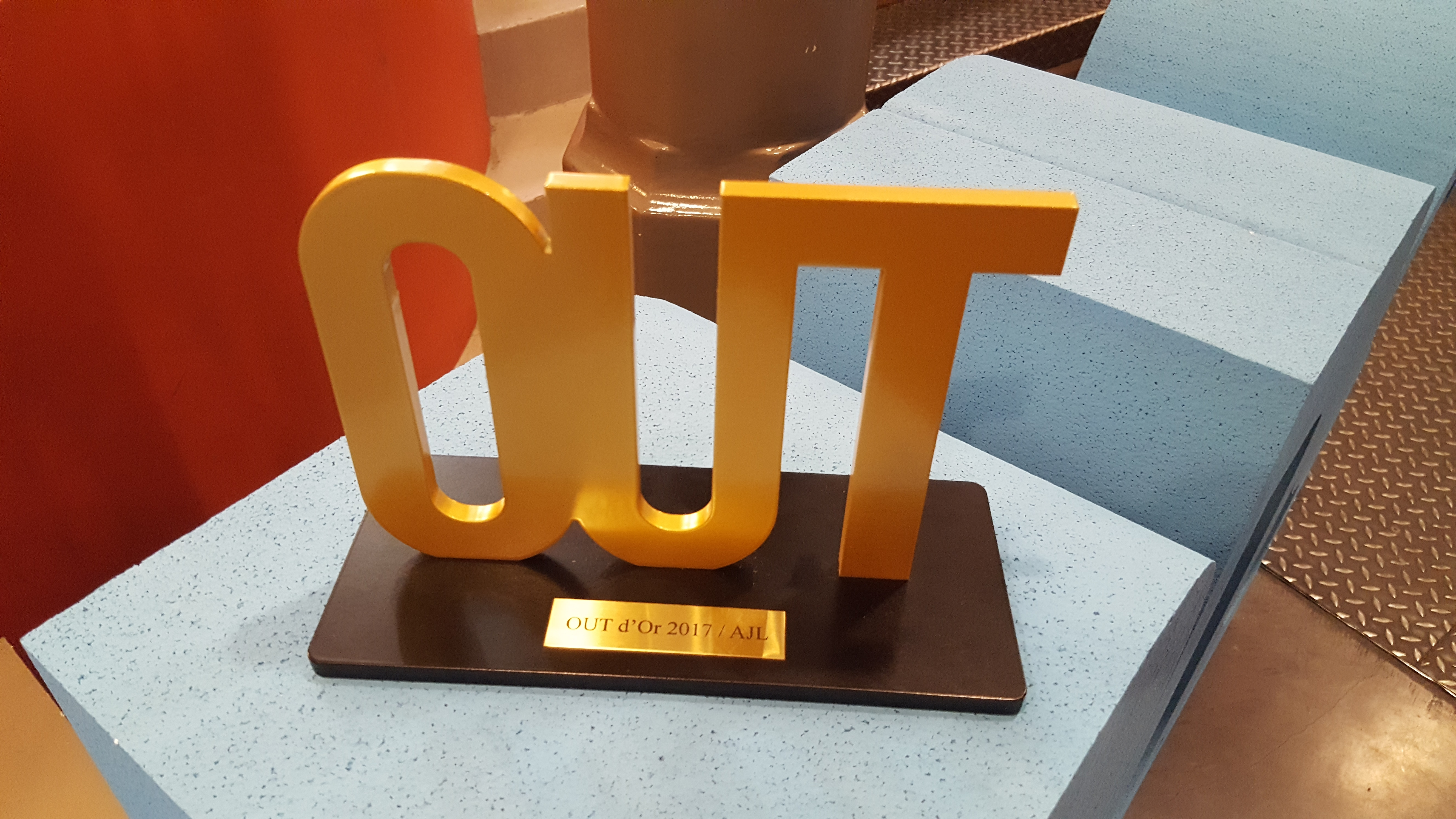
Un trophée des « Out d'or », à la maison des Métallos, à Paris, le 29 juin 2017.

Sur le modèle des Glaad Awards américains, une cérémonie appelée « Out d'or » se tient chaque année depuis 2017.
En juin 2020, dans le contexte de la crise sanitaire liée au Covid-19, la cérémonie est remplacée par OUT : l'émission, retransmise sur YouTube.